# BICS–21
A BICS–21 (oroszul: БИЧ–21), vagy más jelzéssel SZG–1 (СГ–1) szovjet könnyű verseny- és sportrepülőgép, amelyet Borisz Cseranovszkij tervezett az 1930-as évek végén. Csak egy prototípusa készült el, amely 1941-ben repült először.

## Története
A gép az OSZOAVIAHIM pályázatára készült, amelyet gyorsasági versenyrepülőgépek készítésére írtak ki. A gép a Cseranovszkij által már az 1920-as évektől előszeretettel alkalmazott csupaszárny aerodinamikai elrendezést követi. Ettől az elrendezéstől azt várták, hogy a vízszintes vezérsík hiánya miatt a kisebb ellenállásnak köszönhetően nagyobb sebesség érhető el. A gép kialakításában hasonlít az 1937–1938-ban készített BICS–20-ra, de annál erőteljesebb, és kifinomultabb konstrukció.
A gép 1940-ben készült el és 1941 júniusában repült először. A gép indult volna az OSZOAVIAHIM 1941. augusztusi repülőversenyén, de ez a német támadás miatt elmaradt. A második világháború miatt a gép fejlesztése félbemaradt. Az elkészült prototípus sorsa nem ismert.

## Jellemzői
Alsószárnyas, vízszintes vezérsík nélküli, aerodinamikai elrendezésű egyszemélyes repülőgép. A szárny trapéz alaprajzú, két részből áll. A szárnyközép belépőéle egyenes, míg a külső szárnyrészek trapéz alaprajzúak, 25°-os nyilazással. A törzs a pilótafülke után elvékonyodik és egyenes átmenetet képez a függőleges vezérsíkba. Kis méretű és könnyű repülőgép. Az alsószárnyas kivitel és a szárny formája miatt leszálláskor jelentős a párnahatás, emiatt  a leszálló sebessége alacsony, mindössze 80 km/h. Így mind a felszállási úthossz, mind a kigurulási úthossz alacsony, 110, illetve 100 m. A szárny teljes terjedelmében végighúzódott a kilépőél mentén a háromrészes ívelőlap, amely csűrőként és magassági kormányként is szolgált. A repülőgépbe egysoros, hathengeres, léghűtéses MV–6 típusú motort építettek. Ez a Renault 6P motor szovjet licengyártású változata volt, melyet a Voronyezsi Motorgyár gyártott. A motor egy Ratier gyártmányú kéttollú légcsavart forgatott. A szárnyközép részben két kisebb üzemanyagtartály kapott helyet. A pneumatikus működtetésű főfutók hátrafelé húzhatók be a szárnyközépbe.

## Műszaki adatok
Geometriai méretek és tömeg-adatok
- Szárnyfesztáv: 6,5 m
- Hossz: 7,7 m
- Szárnyfelület: 9 m²
- Üres tömeg: 526 kg
- Maximális felszálló tömeg: 643 kg

Motorok
- Típusa: MV–6A hathengeres, léghűtéses, benzinüzemű soros motor
- Száma: 1 db
- Maximális teljesítmény: 164 kW (220 LE)

Repülési jellemzők
- Maximális sebesség: 417 km/h
- Leszálló sebesség: 80 km/h
- Legnagyobb repülési magasság: 9500 m
- Hatótávolság: 400 km